# Вокзал Росиу

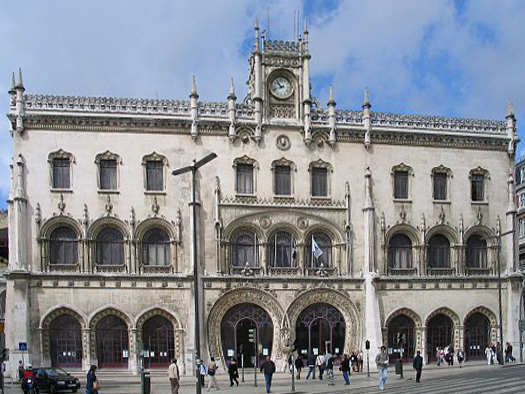
Фасад вокзала

Вокзал Роси́у (порт. Estação de Caminhos de Ferro do Rossio) — железнодорожный вокзал в Лиссабоне, столице Португалии. Памятник архитектуры.
Вокзал расположен в центре города к северо-западу от исторического района Байша. Выходит на площадь Росиу и площадь Рештаурадориш. От вокзала Росиу начинается одна из главных улиц Лиссабона Авенида да Либердаде. Вокзал связан со станцией метро Рештаурадориш.

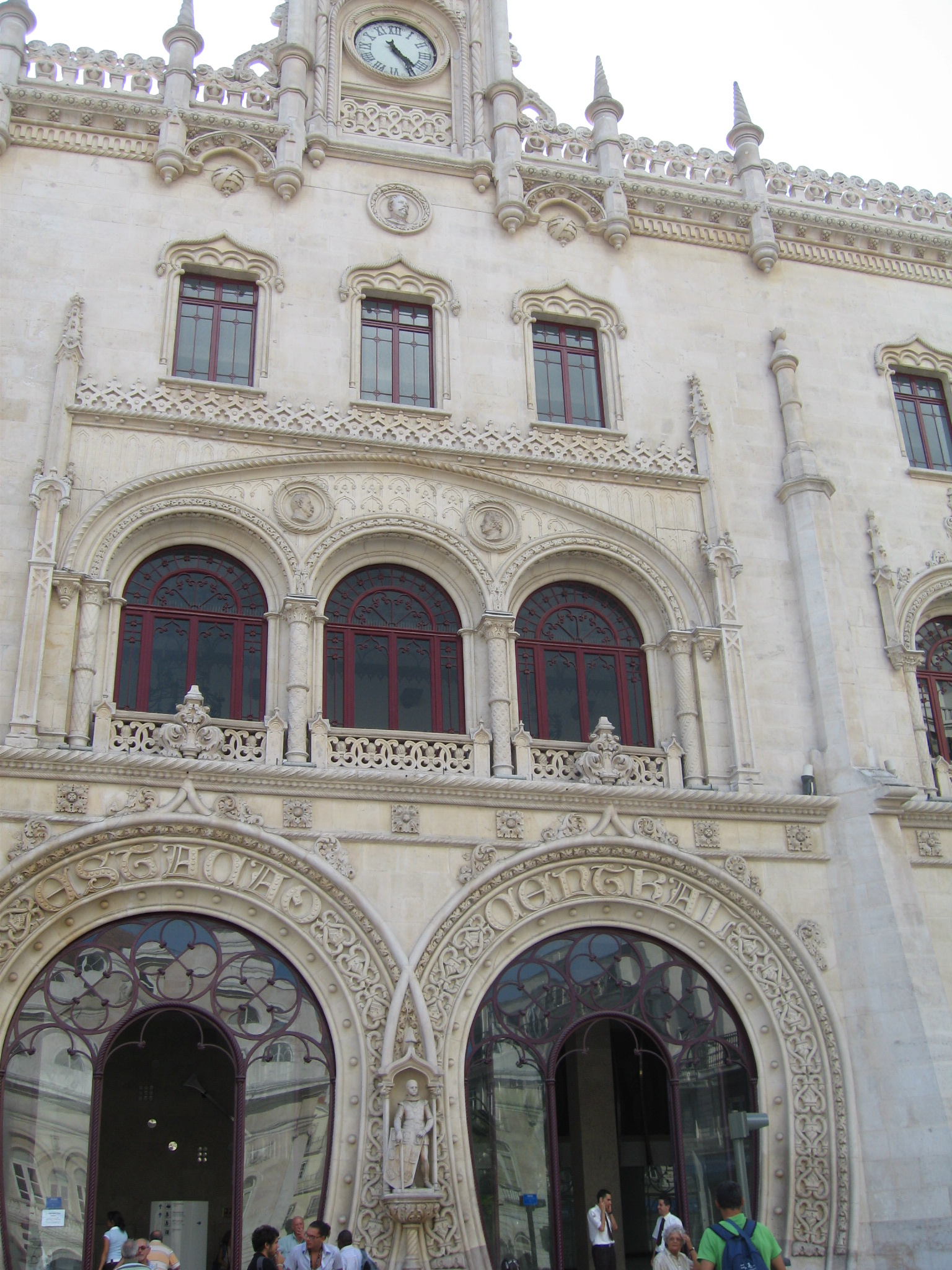
Центральная часть фасада

Здание вокзала строилось в 1886—1890 годах по проекту архитектора Жозе Луиша Монтейру. После постройки и вплоть до 1957 года был главным городским вокзалом и назывался Центральным вокзалом (Estação Central). Для того, чтобы ж/д пути, ведущие к вокзалу находящемуся в центре города, не мешали городскому движению, был выкопан тоннель длиной более 2600 метров. Тоннель Росиу стал одним из крупнейших инженерных сооружений Португалии XIX века. Почти одновременно с вокзалом в схожем стиле и по проекту того же архитектора был построен примыкающий к нему отель «Авенида».

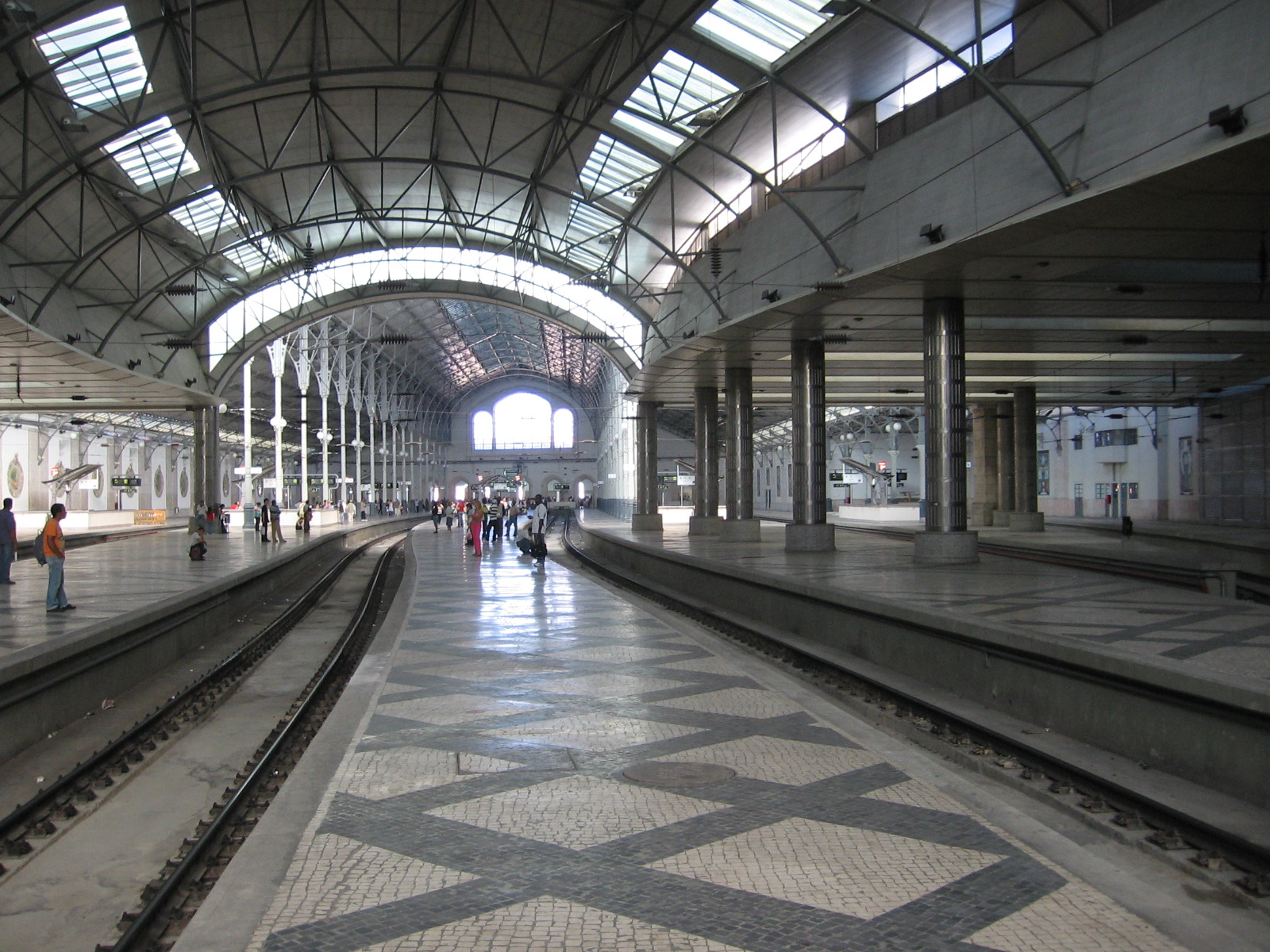
Платформы

Во второй половине XX века значение Росиу в транспортной структуре города постепенно снижалось. В настоящее время от вокзала отправляются только пригородные поезда по направлению на Синтру. Почти все поезда дальнего следования прибывают на вокзалы Санта-Аполония и Ориенти. В 2004—2008 годах в тоннеле перед вокзалом проводились ремонтные работы, на этот период вокзал Росиу был полностью закрыт.
Фасад вокзала выполнен в стиле нео-мануэлино. Фасад украшают две подковообразные арки в мавританском стиле, многочисленные скульптуры, узкие контрфорсы и ажурные балюстрады крыши. По центру фасада расположена небольшая башня с часами. В отделке используются изразцовые вставки. На подковообразных арках, через которые осуществляется проход в вокзал, имеется резная надпись Estação Central. Между арками находится скульптурное изображение рыцаря.